# La moglie in vacanza... l'amante in città
La moglie in vacanza... l'amante in città è un film italiano del 1980 diretto da Sergio Martino.

## Trama
La bella Giulia è l'amante di Andrea Damiani, un ricco industriale parmigiano di insaccati e sposato con la bella Valeria, che a sua volta è legata al sedicente finto conte Giovanni (in realtà impiegato del marito) il quale si spaccia come tale grazie al cugino Peppino, il maggiordomo del vero Conte. Durante una vacanza a Courmayeur molti nodi verranno al pettine.

## Distribuzione
Uscito nelle sale italiane il 14 agosto 1980 e distribuito anche sul mercato francese a partire dal 22 aprile 1981.

### Edizioni home video
Il 6 ottobre 2004 è stato pubblicato in DVD, distribuito da Cecchi Gori Home Video.